# Улица Ильича (Екатеринбург)

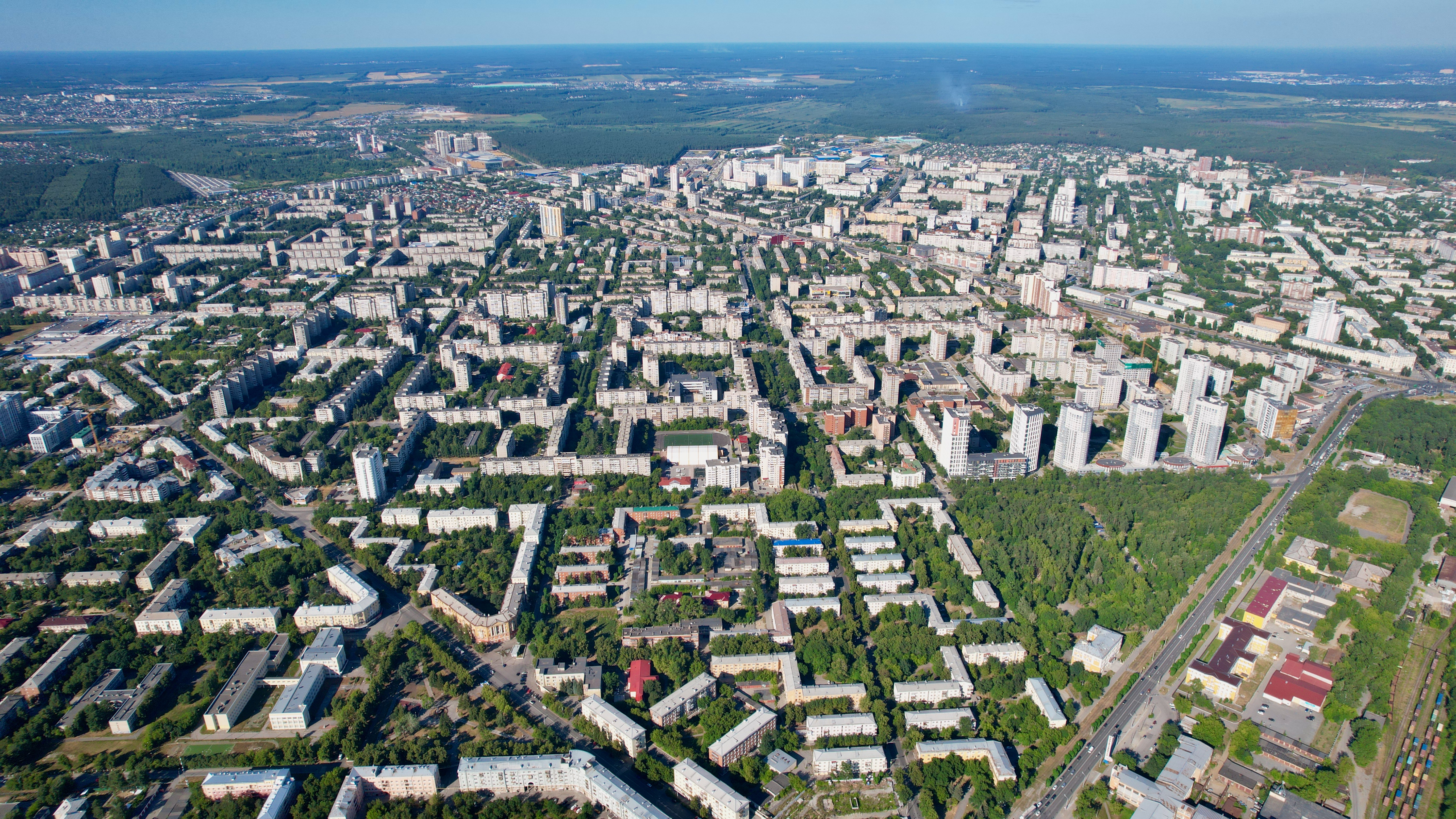
Вид с высоты от площади 1-й Пятилетки, улица Ильича в центре снимка

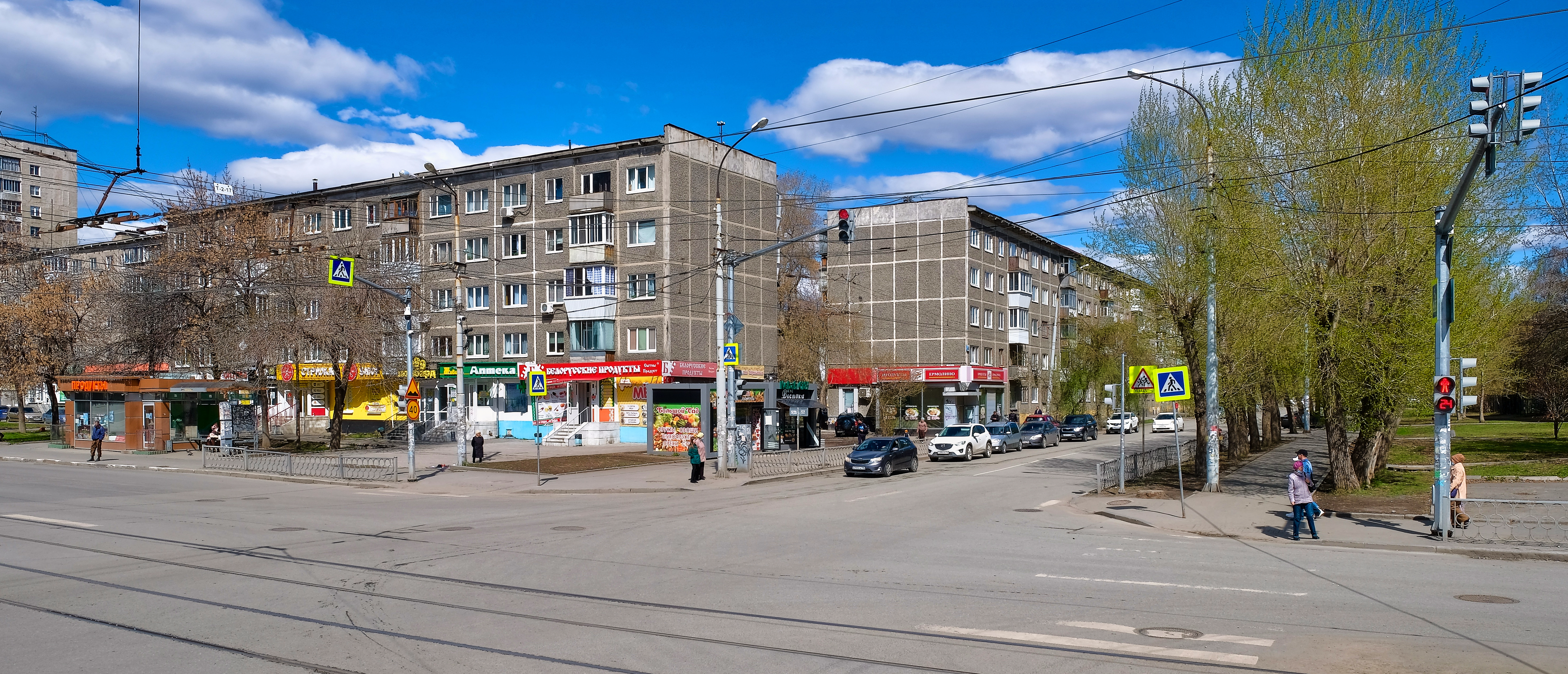
Перекрёсток с улицей Победы

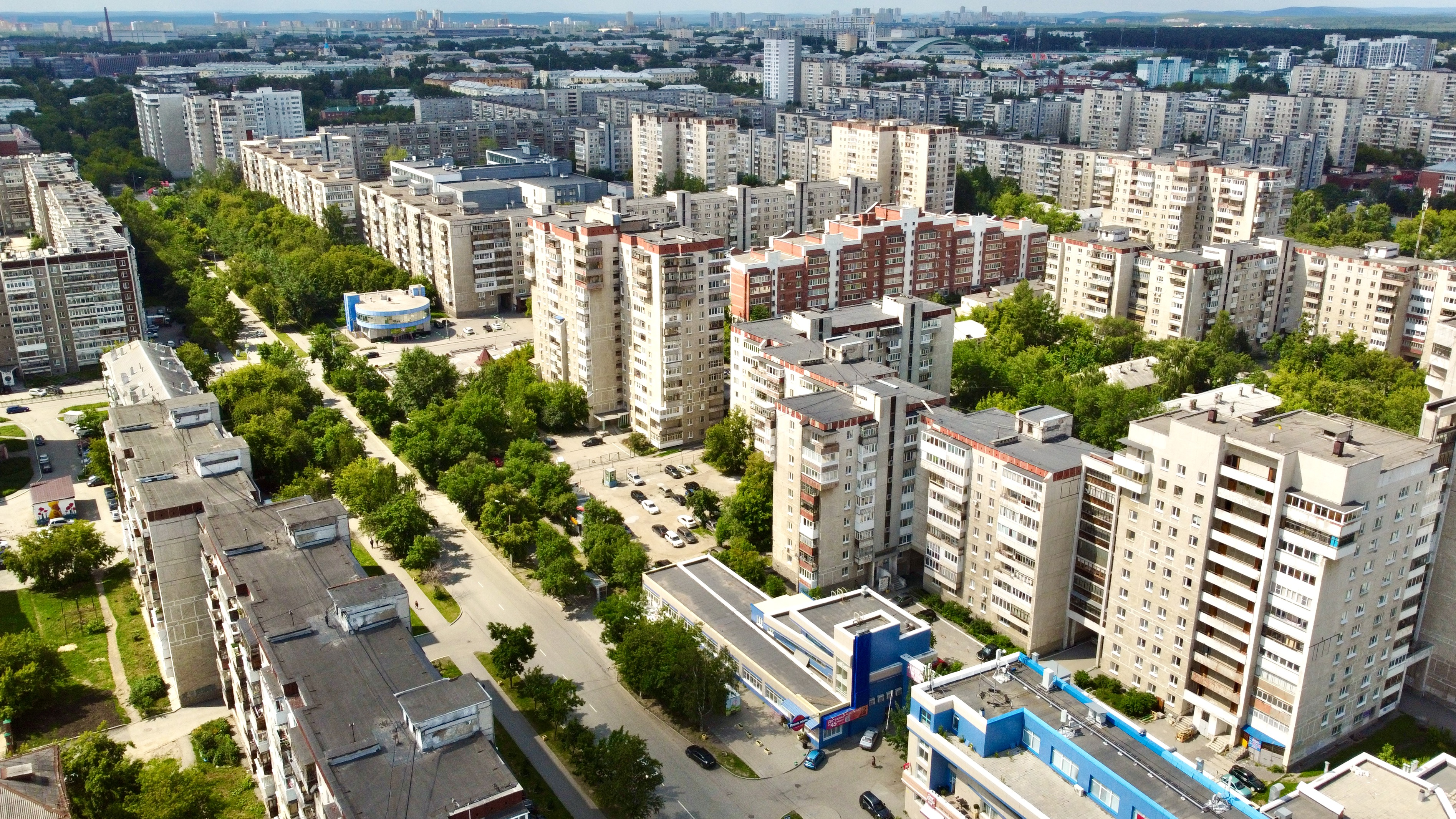
Вид на юго-запад от Победы

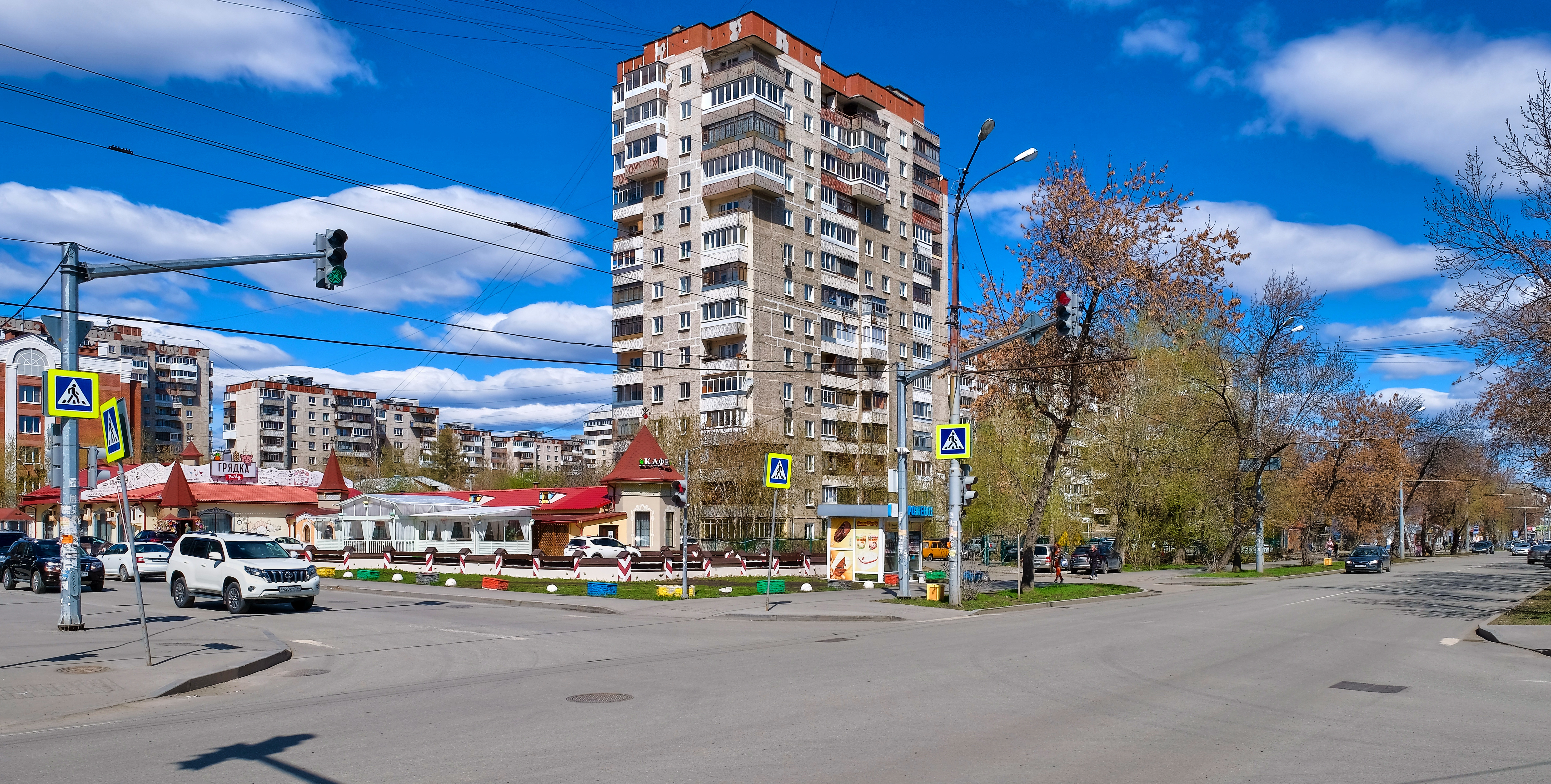
Перекрёсток с улицей Уральских Рабочих

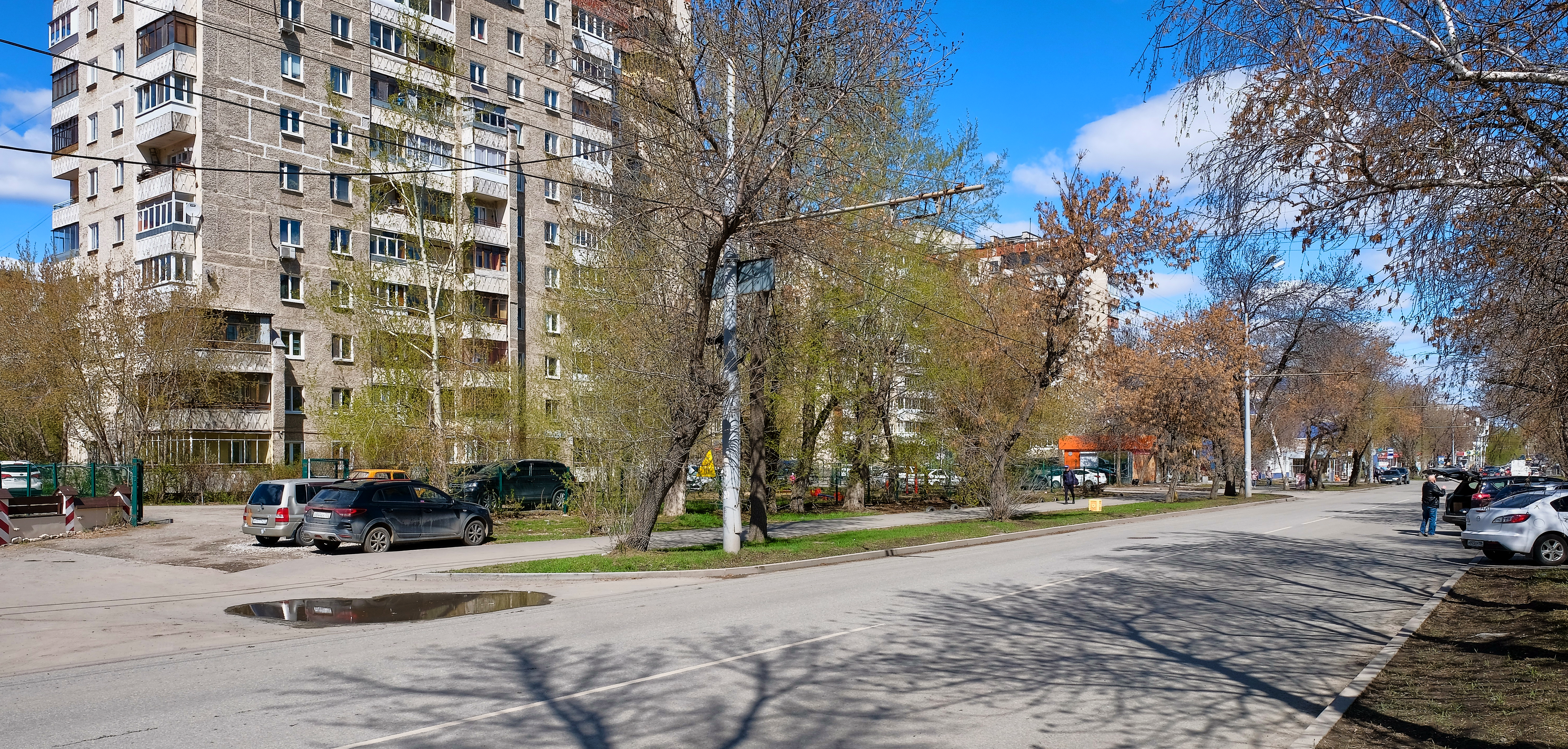
Вид на северо-восток от улицы Уральских рабочих

У́лица Ильича́ — магистральная улица в жилом районе (микрорайоне) «Уралмаш» Орджоникидзевского административного района Екатеринбурга.

## Расположение и благоустройство
Улица проходит с юго-запада на северо-восток между улицами Стахановской и Авангардной. Начинается от площади 1-й Пятилетки и заканчивается у пересечения с проспектом Космонавтов. Пересекается с улицами Краснознамённая, Кировградская, Калинина, Уральских Рабочих и улицей Победы. Слева на улицу выходят улицы Избирателей и Восстания, справа примыканий к улице нет.
Протяжённость улицы составляет около 2100 метров. Ширина проезжей части — около 12 м (по две полосы в каждую сторону движения). На протяжении улицы имеется семь светофоров, нерегулируемых пешеходных переходов не имеется. С обеих сторон улица оборудована тротуарами и уличным освещением.

## История
Возникновение улицы связано с формированием и развитием соцгородка «Уралмашзавода» в конце 1920-х — начале 1930-х годов.
Строительство трассы улицы было начато в 1929 году. В это время на её месте ещё стоял густой лес, и будущую улицу обозначала просека шириной 25 метров. По просеке ездили в основном водовозы, так как недалеко от современного перекрёстка улиц Ильича и Кировградской находился питьевой колодец. Для строительства дороги потребовалось осушение заболоченной почвы: используя естественный уклон местности в сторону улицы Победы, строители прокопали дренажные канавы, по которым верховые воды стали стекать в речку Калиновку (текла в озеро Шувакиш, сейчас засыпана).
Следующим этапом строительства улицы стало создание прочного дорожного покрытия на месте лесной просеки, для этого сначала до Садовой улицы (современная Кировградская), а затем и дальше была снята верхняя лесная почва, насыпан крупный песок и гранитный щебень, а поверх уложены сколотые гранитные камни — «пешка». В итоге получилась прекрасная мостовая. Строительство дорожного покрытия позволило осуществлять беспрепятственный подвоз материалов к строительным площадкам, благодаря чему в конце 1929 года на новой, ещё безымянной улице появился первый рублёный двухэтажный жилой дом так называемой «коридорной системы» (в общий коридор выходили двери комнат). Дом заселили в начале 1930 года прибывшими на строительство Уралмашзавода инженерами.
К концу лета 1930 года на улице был построен первый двухэтажный кирпичный жилой дом (такими же планировалось застроить несколько кварталов), а в 1932 году на улице были построены четырёхэтажные кирпичные жилые дома, в которых в первое время проживали руководители Уралмашзавода, иностранные специалисты. Помимо этого, улица была застроена деревянными рублёными, а также четырьмя двухэтажными восьмиквартирными каркасными жилыми домами (на периферии улицы, снесены). В доме № 6 была открыта первая в городе детская музыкальная школа, её первыми учащимися стали дети командного состава Уралмашзавода.
Название улице было присвоено только в первой половине 1933 года, возможно, в связи с многочисленными согласованиями на право именования столь «идеологически выраженным» названием. В этот период северная граница улицы была ограничена улицей Победы, за которой стояли бараки Кирпичного посёлка (у завода строительных материалов Уралмашиностроя), в который можно было попасть только по деревянному настилу, уложенному в болоте.
Благоустройство улицы Ильича выполнялось силами её жителей и было полностью завершено к дню пуска завода (1933 г.). В отличие от других улиц Уралмаша, где первоначально тротуары были деревянными, тротуары на улице Ильича были заасфальтированы. На улице посадили и многочисленные деревья, привезённые с Поволжья железнодорожным транспортом: липы, клёны, ясени, а также декоративный кустарник. Вплоть до реконструкции 1970-х годов улица оставалась очень озеленённой, затем часть зелени пришлось ликвидировать из-за проведения расширения дорожного полотна для организации на улице троллейбусного движения.
Следующий этап развития улицы пришёлся на 1964 год, когда началась застройка улицы от улицы Победы до проспекта Космонавтов кирпичными и панельными среднеэтажными жилыми домами типовых серий. Позднее, на улице появилась и многоэтажная застройка из 9—14-этажных жилых домов. На начало 2010-х годов только южная часть улицы до перекрёстка с Кировградской улицей сохранилась почти в том же виде, что и в 1933 году, остальные кварталы улицы представлены средне- и многоэтажной застройкой 1960-х — 1990-х годов.

## Примечательные здания и сооружения
- № 1 — в доме проживал комсостав полка НКВД.
- № 2 — Орджоникидзевский районный суд; Прокуратура Орджоникидзевского района.
- № 6 — в начале 1930-х годов в доме была открыта первая в городе детская музыкальная школа, первыми учащимися которой стали дети командного состава Уралмашзавода.
- № 20 — библиотека № 28 им. А. М. Горького, открыта в 1971 году.
- № 26 — общежитие РГППУ.

## Памятники, скульптуры и мемориальные доски
30 июня 2006 года на улице Ильича, 16 была открыта мемориальная доска Владимиру Георгиевичу Мулявину, создателю легендарного ВИА «Песняры». Авторами памятного знака стали скульптор Павел Войницкий и архитектор Валерий Иванов.
13 августа 2009 года по адресу Ильича, 17 состоялось открытие мемориальной доски, посвящённой памяти народного артиста России Владимира Константиновича Трошина.

## Транспорт

### Наземный общественный транспорт
Улица является внутрирайонной транспортной магистралью. По улице осуществляется троллейбусное движение (маршрут № 30), на конечном участке улицы ходят троллейбус № 33 и маршрутные такси № 09 и № 053. Остановки общественного транспорта — «Площадь 1-й Пятилетки» (на одноимённой площади), «Краснознамённая» (между улицами Краснознамённой и Кировоградской), «Библиотека» (угол Ильича-Калинина), «Школа» (к югу от перекрёстка с улицей Победы), «Ильича» (перекрёсток Ильича-Восстания), «Проспект Космонавтов» и «Фрезеровщиков» (рядом с перекрёстком Ильича-Космонавтов).

### Ближайшие станции метро
В 950 метрах к востоку от перекрёстка улиц Ильича-Кировоградская находится станция 1-й линии Екатеринбургского метрополитена  «Уралмаш», на перекрёстке улицы Ильича с проспектом Космонавтов находится одноимённая станция метро  «Проспект Космонавтов».